# ラディーフ
ラディーフ (radif,ペルシア語: ردیف, ペルシア語で「列、並び続く」の意)は代々口伝により保存されてきた伝統的な旋律形をまとめたものである。

## 概要
異なる調性（ダストガーと呼ばれる）の数々の旋律を体系的にまとめている。イランの伝統音楽はこのラディーフと呼ばれる体系を基本にしており、含まれる伝統的な旋律は代々師弟関係の中で受け継がれてきたものである。歴史の中で、優れた音楽家がそれぞれの解釈により旋律に磨きをかけ、そして新しい旋律を付け加えて発展させて来た。そして彼ら自身の名を冠したラディーフを遺している。2009年にユネスコ無形文化遺産に登録されている。
伝統的な旋律は一連の世代の記憶や技能に依拠するところが多い。なぜなら音楽的な解釈の原典は口承により表現されてきたからである。ラディーフの本質を真に理解し吸収するためには、長年の修練が必要とされる。ラディーフを学び名人と呼ばれるほどの音楽家になるためには、ラディーフを完全に内面化しいかなる時にも即興で演奏が可能でなければならない。
ラディーフには何種類かのダストガーが含まれており、それらは音程構成や旋律の動きのフォームにより区別される。ある一つのダストガーは特定の音響空間を構築し、そこにはおよそ10から30に及ぶグーシェと呼ばれる旋律を含んでいる。ダストガーの主要なグーシェは、そのダストガーが含む異なるスケールを特定する。グーシェ内で繰り返し使用される基本となる音はシャーヘド（shahed）とよばれ、あるグーシェが他のグーシェに移動する際には異なるシャーヘドが用いられ、このシャーヘドの移動により新しい音響空間が作られることになる。
これらの旋律に用いられるリズムに関しては3つの異なる形式がある。シンメトリック、アシンメトリック、無拍節である。これらのリズムは、ペルシアの詩が持つリズム感に大いに影響されている。器楽と声楽のラディーフはリズムの側面に注目すると異なるものといえるが、旋律体系は同じである。

## 販売
ホセイン・アリザーデの「ラディーフ大全」と呼ばれるCD集が有名である。Radif Navazi,Radif of Mirza Abdollah,According to Nur-Ali Borumand,Tar: Hossein Alizadeh,5 CDsとMahoor Records,Radif of Mirza Abdollah,Radif of Mirza Abdollah,According to Nur-Ali Borumand,Setar: Hossein Alizadeh,5 CDs,Mahoor Recordsがある。